# Tripoli (Libanon)
Tripoli (arapski: طرابلس / Ṭarābulus., Libanonski arapski: Ṭrāblos;, Turski: Trablusşam) je drugi najveći grad u Libanonu. Nalazi se 85 km sjeverno od glavnog grada Beiruta. Tripoli je glavni grad Sjeverniog Guvernata, odnosno Sjeverne provincije i Distrikta Tripoli. nalazi se na istočnoj obali Sredozemnog mora i najsjevernija je luka Libanona. Nedaleko od Tripolija nalazi se jedina skupina otoka u Libanonu, Otočje palmi koje je zaštićen rezervat prirode zbog raznih vrsta ptica, kornjača i sredozemne medvjedice.
Povijest Tripolija je poznata sve od 14. stoljeća pr. Kr., a grad je poznat po najvećoj križarskoj utvrdi u Libanonu, tvrđavi Raymonda de Saint-Gillesa. Ima drugu najveću količinu ostataka Mamelučke arhitekture na svijetu iza Kaira. Formiranjem države Libanon, 1948 godine, Tripoli prestaje biti veliki trgovački centar za Siriju i postepeno gubi na važnosti.

## Vanjske poveznice
Vodič: Tripoli (Lebanon) na Wikivoyageu
- Službena strana Tripolija (na arapskom)
- Tripoli na Twitteru
- eTripoli Website
- tripoli-city.org
- Tripoli-Lebanon.com  Arhivirana inačica izvorne stranice od 13. rujna 2009. (Wayback Machine)
- Tripoli International Fair by Oscar Niemeyer, 360 Panorama Melkana Bassila  Arhivirana inačica izvorne stranice od 18. kolovoza 2011. (Wayback Machine)
- Tvrđava u Tripoliju i 360 panorama grada u Svibnju 2012